# Try Honesty
"Try Honesty" – debiutancki singiel kanadyjskiego zespołu Billy Talent z albumu o tym samym tytule, który został wydany 1 września 2003 roku. Istnieją dwie wersje tego  singla. Piosenka została wykorzystana w grze Tiger Woods PGA Tour 2004.

## Teledysk
Teledysk do Try Honesty wyreżyserował Sean Michael Turrell. Jego akcja dzieje się na terenie szpitala psychiatrycznego Whitby Psychiatric Hospital w Whitby, Ontario, który w różne sposoby podpowiada że jest nawiedzony takich jak; cienie bez ciał, poruszanie się rzeczy martwych (np. lalka otwiera oczy bez dotknięcia, huśtawka w ruchu) poruszające się rzeczy choć nie ma nikogo obok, ludzie w obrazku ruszający się.

## Pozycje
| Lista (2003)                          | Pozycje |
| ------------------------------------- | ------- |
| Canadian Singles Chart                | 1       |
| U.S. Billboard Hot Modern Rock Tracks | 24      |
| UK Singles Chart                      | 68      |